# Антониу I (король Конго)
Антониу I (Нвита-а-Нканга; ? — 29 октября 1665) — правитель (маниконго) королевства Конго с 1661 по 1665 год. Второй сын короля Гарсии II (ум. 1660), стал правителем вскоре после его смерти, в 1661 году (согласно некоторым источникам, был избран на престол и коронован ещё при жизни отца). Продолжал политику своего предшественника, направленную на изгнание португальцев из подвластных ему земель, для чего пытался заручиться поддержкой Испании и Нидерландов.

## Восшествие на престол и конфликт с португальцами
На момент восшествия Антониу I на престол королевство Конго находилось в глубоком упадке. Помимо конфликта с Португалией, страну раздирали внутренние смуты и войны. Усиление позиций португальцев в регионе после отвоевания ими Луанды у голландцев создало угрозу на южной границе королевства Конго. Испанцы, за чьей помощью обратился король Антониу, не поддержали его. Он также попытался создать союз с некоторыми из соседних африканских королевств, направленный против Португалии.
В 1665 году против королевства Конго восстали две большие области. Согласно современнику этих событий, Джироламо да Монтесарчио, это восстание произошло не без подстрекательства со стороны португальцев. Антониу I собрал огромное по тем временам войско в 100 тысяч человек (эта цифра считается некоторыми историками сильно завышенной), призвав к оружию всё взрослое мужское население Конго, и выступил против мятежников, к которым присоединился португальский отряд во главе с Луишем Лопишем ди Секейра при поддержке вспомогательных войск из племени яга, посланный губернатором Анголы.

## Битва при Амбуиле и гибель Антониу I
29 октября 1665 года враждующие армии сошлись в местности Амбуила. Несмотря на численное превосходство конголезских воинов и наличие в их рядах нескольких сотен бойцов с мушкетами, армия королевства Конго потерпела поражение. Король Антониу лично сражался во главе своего основного отряда, потеснив силы мятежников, но после длительного боя с отрядом Секейры был дважды ранен мушкетными пулями и затем убит португальской пехотой. После его гибели конголезская армия в беспорядке бежала с поля битвы. Отрубленная голова убитого короля была торжественно пронесена по улицам Луанды и захоронена в местной церкви, а его скипетр и корона были отправлены в Лиссабон в качестве трофеев.
В сражении при Амбуиле была уничтожена значительная часть конголезской знати. Семилетний сын короля Антониу был взят в плен, а других наследников у него не было. Новым королём под именем Алвару VII стал один из уцелевших вельмож, однако в следующем году и он погиб в сражении.
После поражения при Амбуиле Конго в 1665—1709 годах захлестнула гражданская война между враждующими домами Кимпанзу и Кинлаза и многочисленными мелкими группами.